# Jacques Sturm (artiste)
Pour les articles homonymes, voir Sturm.
Ne pas confondre avec le réformateur protestant Jacques Sturm (1489-1553).
Jacques Sturm (en allemand Jakob), né le 13 mars 1807 à Luxembourg et mort à Rome le 10 janvier 1844, est un artiste luxembourgeois, peintre, dessinateur et lithographe.
Il est le fils de Jean-Baptiste Sturm, artisan perruquier, et de Marguerite Champagne. La famille, établie à Luxembourg depuis le XVIIe siècle, est installée dans la haute ville au 2, rue du Piquet.
Ses œuvres picturales s'inspirent de la poésie allemande et italienne, particulièrement de Goethe, Schiller, Le Tasse et Dante. Il expose à Liège un Saint-Paul, Faust et Margretha au jardin de la vieille Marthe, puis en 1838 la Tentation du Christ à Bruxelles.
Il meurt à l'âge de 36 ans, à Rome. Son monument est situé dans l'église Saint-Julien des Flamands (Chiesa di San Giuliano dei Fiamminghi). 
Un autre monument, sculpté par Joseph Tuerlinckx et érigé par ses amis, est situé dans l'église Notre-Dame de la Chapelle à Bruxelles. Ce monument comprend son portrait dans un médaillon, la sculpture La Résignation, et l'épitaphe: "Piae memoriae / Jacobi STURM pictoris belgae / Romae defuncti anno 1844 / sodales et amici extruxerunt". 